# Las Bocas, Sonora
Las Bocas är en ort i Mexiko.   Den ligger i kommunen Huatabampo och delstaten Sonora, i den västra delen av landet, 1 300 km nordväst om huvudstaden Mexico City. Las Bocas ligger 5 meter över havet och antalet invånare är 1 049.
Terrängen runt Las Bocas är mycket platt. Havet är nära Las Bocas åt sydväst. Runt Las Bocas är det ganska tätbefolkat, med 67 invånare per kvadratkilometer. Las Bocas är det största samhället i trakten. Omgivningarna runt Las Bocas är i huvudsak ett öppet busklandskap.